# AKAS Ałmaty
AKAS Ałmaty (kaz. AKAS футбол клубы) – profesjonalny klub piłkarski z siedzibą w Ałmaty, działający od 2018 roku. Obecnie (2025) występuje w Byrynszy liga – drugiej klasie rozgrywkowej w Kazachstanie.

## Historia
W 2023 roku klub zadebiutował w rozgrywkach Jekynszy liga. W pierwszym, historycznym sezonie 2023, w rozgrywkach Jekynszy liga AKAS zajął 6 miejsce, z dorobkiem 27 punktów w 18 meczach. W sezonie 2024, klub ponownie przystąpił do rozgrywek Ekinszy Liga, w konferencji południowo-zachodniej. Tym razem udało im się wywalczyć awans do Byryszy ligi, zajmując na koniec sezonu pierwszą lokatę. W sezonie 2025 klub występuje w Byrynszy liga – drugiej klasie rozgrywkowej w Kazachstanie.

## Trenerzy
| Lp. | Imię i nazwisko       | Okres urzędowania | Okres urzędowania | Źródło |
| --- | --------------------- | ----------------- | ----------------- | ------ |
| 1.  | Anatolij Zazula       | 2023              | 2024              | [ 2 ]  |
| 2.  | Walerij Niestierienko | 2025              | nadal             | [ 6 ]  |

## Stadion
AKAS swoje mecze domowe rozgrywa na stadionie Żas Kyran (kaz. «Жас Кыран») w Ałmaty. Obiekt ten, należący wcześniej m.in. do lokalnej akademii piłkarskiej, ma sztuczną murawę i mieści około 800 widzów.